# Sportjahr 1916
Liste der Sportjahre

◄◄ | ◄ | 1912 | 1913 | 1914 | 1915 | Sportjahr 1916 | 1917 | 1918 | 1919 | 1920 | ► | ►►

Weitere Ereignisse   · Olympische Spiele

## Ereignisse

### Olympische Spiele
- Die Olympischen Spiele 1916, die vor vier Jahren nach Berlin vergeben worden sind, fallen dem Weltkrieg zum Opfer.

### Badminton
1916 kommt im Badminton der Spielbetrieb durch den Ersten Weltkrieg nahezu vollständig zum Erliegen.

### Fußball
- 1. März: Der brasilianische Fußballverein EC Ferro Carril wird gegründet.

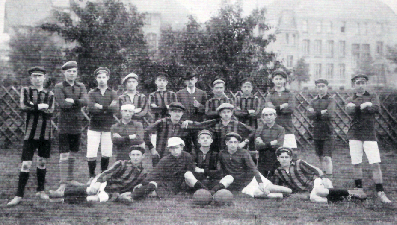
Die Erkenschwicker Mannschaft 1916

- 9. Juni: Der Sportverein Erkenschwick wird gegründet.

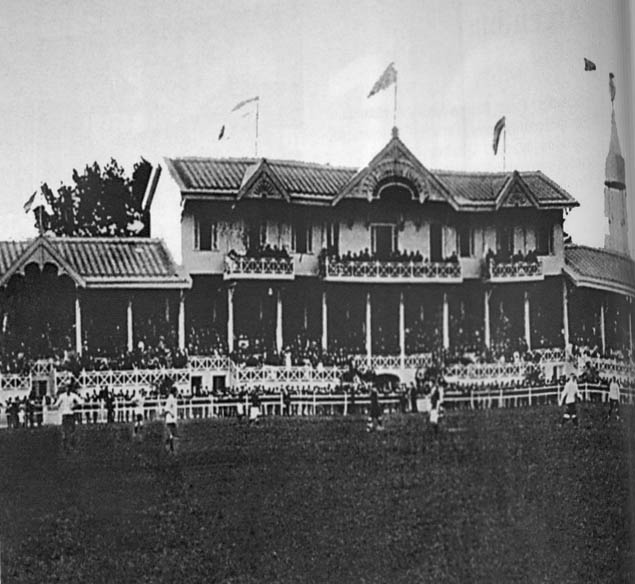
Der Estadio GEBA während des Turniers 1916

- 2. bis 17. Juli: Der Campeonato Sudamericano 1916, die erste offizielle Südamerikameisterschaft, findet anlässlich der 100-jährigen Unabhängigkeit der Vereinigten Provinzen des Río de la Plata in Argentinien statt. Uruguay wird erster Südamerikameister.
- 9. Juli: Die Südamerikanische Fußball-Konföderation CONMEBOL wird gegründet.
- 20. August: Die seit rund 30 Jahren existierende Fußballnationalmannschaft der Vereinigten Staaten bestreitet ihr erstes offizielles Länderspiel gegen Schweden.
- Der SK Rapid Wien gewinnt die Österreichische Fußballmeisterschaft 1915/16, Torschützenkönig wird Richard Kuthan.

### Leichtathletik
- 27. Juli: Ted Meredith, USA, läuft die 400 Meter der Männer in 47,4 s.
- Finnische Leichtathletik-Meisterschaften 1916

### Motorsport
- 13. Mai bis 30. November: AAA-Saison 1916

### Schwimmen
- Deutsche Schwimmmeisterschaften 1916

## Geboren

### Januar
- 01. Januar: Little Dado, philippinischer Boxer († 1965)
- 01. Januar: Mineshima Hide, japanische Leichtathletin († unbekannt)
- 01. Januar: Giacomo Neri, italienischer Fußballspieler und -trainer († 2010)
- 02. Januar: Franco Rossi, italienischer Eishockeyspieler († 2006)
- 03. Januar: Erik Alfred Ågren, schwedischer Boxer († 1985)
- 04. Januar: Fedor Weinschenck, polnischer Skirennläufer († 1942)
- 05. Januar: Rudolf Rieger, österreichischer Skispringer († 1996)
- 05. Januar: Ines Vercesi, italienische Turnerin († 1997)
- 06. Januar: Rusty Peden, kanadischer Radrennfahrer († 1995)
- 06. Januar: Taguchi Masaharu, japanischer Schwimmer († 1982)
- 07. Januar: Paul Keres, estnisch-sowjetischer Schachspieler († 1975)
- 07. Januar: Gerrit Schulte, niederländischer Radrennfahrer († 1992)
- 08. Januar: Rudy Houtsch, luxemburgischer Radrennfahrer († 2003)
- 13. Januar: Liselotte Landbeck, österreichische Eiskunst- und Eisschnellläuferin († 2013)
- 15. Januar: Robert Young, US-amerikanischer Leichtathlet († 2011)
- 18. Januar: Wilhelm Góra, deutsch-polnischer Fußballspieler († 1975)
- 21. Januar: Pietro Rava, italienischer Fußballspieler und -trainer († 2006)
- 22. Januar: Erik Friis, dänischer Radrennfahrer († 1983)
- 22. Januar: Riza Lushta, albanischer Fußballspieler († 1997)
- 27. Januar: Emil Šmatlák, tschechoslowakischer Kanute († 2006)
- 28. Januar: Howard Wing, chinesischer Radrennfahrer († 2008)
- 31. Januar: Frank Parker, US-amerikanischer Tennisspieler († 1997)

### Februar
- 05. Februar: Ugo Locatelli, italienischer Fußballspieler († 1993)
- 06. Februar: Clifford Griffith, US-amerikanischer Automobilrennfahrer († 1996)
- 07. Februar: Leo Freisinger, US-amerikanischer Eisschnellläufer und Eisschnelllauftrainer († 1985)
- 07. Februar: Helmut Schubert, deutscher Fußballnationalspieler († 1988)
- 08. Februar: Al Coppage, US-amerikanischer American-Football-Spieler († 1992)
- 08. Februar: Hans-Hugo Hartmann, deutscher Automobilrennfahrer († 1991)
- 12. Februar: Rudolf Bezděk, tschechoslowakischer Boxer († unbekannt)
- 12. Februar: Walter Bietila, US-amerikanischer Skispringer und Skisprungtrainer († 1996)
- 13. Februar: Alec Hannan, südafrikanischer Boxer († 2002)
- 13. Februar: Fredrik Meyer, norwegischer Segler († 1989)
- 14. Februar: Pauli Salonen, finnischer Skisportler († 2009)
- 15. Februar: Werner Schweizer, Schweizer Ruderer († unbekannt)
- 16. Februar: Hans Christian Nielsen, dänischer Radrennfahrer († 2004)
- 20. Februar: Fritz Ganz, Schweizer Radrennfahrer († 1992)
- 22. Februar: Elizabeth Taylor, kanadische Leichtathletin († 1977)
- 23. Februar: George Gordon Abel, kanadischer Eishockeyspieler († 1996)
- 23. Februar: Corrado Ardizzoni, italienischer Radrennfahrer († 1980)
- 24. Februar: Guglielmo Gabetto, italienischer Fußballspieler († 1949)
- 28. Februar: Wilhelm Heidel, rumänischer Feldhandballspieler († 2008)

### März
- 07. März: Clare Dennis, australische Schwimmerin († 1971)
- 08. März: Jeanette Peper, argentinische Schwimmerin († 2003)
- 08. März: Yvon Petra, französischer Tennisspieler († 1984)
- 09. März: Jack Ferrante, US-amerikanischer American-Football-Spieler († 2006)
- 12. März: Karl Stadel, deutscher Turner († 1943)
- 13. März: Paul Dätwyler, Schweizer Ringer und Schwinger († 1984)
- 15. März: Charley Brock, US-amerikanischer American-Football-Spieler († 1987)
- 18. März: Henk Ooms, niederländischer Radrennfahrer († 1993)
- 18. März: Walter Hasenfus, US-amerikanischer Kanute († 1944)
- 18. März: Arie van Vliet, niederländischer Radrennfahrer († 2001)
- 19. März: Wagner Walbom, isländischer Badmintonspieler († 1989)
- 20. März: Camille Muls, belgischer Radrennfahrer († 2005)
- 21. März: Ken Wharton, englischer Formel-1-Rennfahrer († 1957)
- 22. März: Henry Oehler, US-amerikanischer Handballtorhüter († 1991)
- 25. März: Ralph Gilman, US-amerikanischer Schwimmer († 1955)
- 28. März: Jacques Majerus, luxemburgischer Radrennfahrer († 1972)

### April
- 04. April: Alan Pennington, britischer Leichtathlet († 1961)
- 10. April: Aleksandrs Buhs, lettischer Fußballspieler († unbekannt)
- 14. April: Robert Charpentier, französischer Radrennfahrer († 1966)
- 18. April: Douglas Peden, kanadischer Sportler († 2005)
- 19. April: Mieczysław Burda, polnischer Eishockeyspieler und -trainer († 1990)
- 19. April: Bruno Chizzo, italienischer Fußballspieler († 1969)
- 20. April: Phil Walters, US-amerikanischer Automobilrennfahrer († 2000)

### Mai
- 01. Mai: Vincenzo Auricchio, italienischer Automobil- und Motorbootrennfahrer sowie Industrieller († 1970)
- 01. Mai: Piroska Szekrényessy, ungarische Eiskunstläuferin († 1990)
- 02. Mai: Emilio Ballado, mexikanischer Boxer († unbekannt)
- 04. Mai: Gyula Kiss, ungarischer Fußballspieler († 1959)
- 04. Mai: Werner Loeckle, deutscher Ruderer († 1996)
- 08. Mai: João Havelange, brasilianischer Fußballfunktionär († 2016)
- 08. Mai: John Higgins, US-amerikanischer Schwimmer († 2004)
- 08. Mai: Harry Hill, britischer Radrennfahrer († 2009)
- 11. Mai: Howard McPhee, kanadischer Leichtathlet († 1940)
- 12. Mai: Hirohashi Yuriko, japanische Leichtathletin († 1977)
- 12. Mai: Eberhard Kneissl, österreichischer Skirennläufer († 2008)
- 14. Mai: Hermann Böhm, deutscher Motorradrennfahrer († 1983)
- 16. Mai: John White, US-amerikanischer Ruderer († 1997)
- 18. Mai: Wilhelm Löwinger, österreichischer Eisschnellläufer († 2013)
- 20. Mai: Trebisonda Valla, italienische Leichtathletin und Olympiasiegerin († 2006)
- 21. Mai: Martinus Osendarp, niederländischer Leichtathlet und Olympiateilnehmer († 2002)
- 24. Mai: Ottilie Graszl, österreichische Tischtennisspielerin († 1993)
- 27. Mai: John Macionis, US-amerikanischer Schwimmer und Schwimmsportfunktionär († 2012)
- 30. Mai: Karen Lachmann, dänische Fechterin und Sportfunktionärin († 1962)

### Juni
- 03. Juni: Leslie Thorne, US-amerikanischer Automobilrennfahrer († 1993)
- 04. Juni: Harry Jansson, schwedischer Eisschnellläufer († 2002)
- 04. Juni: Marguerite Nicolas, französische Leichtathletin († 2001)
- 08. Juni: Fredrik Horn, norwegischer Fußballspieler († 1997)
- 15. Juni: Gene Force, US-amerikanischer Automobilrennfahrer († 1983)
- 15. Juni: Walter Hellman, schwedisch-US-amerikanischer Weltmeister im Damespiel († 1975)
- 16. Juni: Hank Luisetti, US-amerikanischer Basketballspieler († 2002)
- 21. Juni: Charles Hutter, US-amerikanischer Schwimmer († 1989)
- 23. Juni: Ernst Willimowski, deutsch-polnischer Fußballspieler († 1997)
- 23. Juni: Siegfried Wünsche, deutscher Motorradrennfahrer († 2000)
- 24. Juni: Saleh Soliman, ägyptischer Gewichtheber († unbekannt)
- 27. Juni: Max Müller, Schweizer Skilangläufer († 2019)
- 30. Juni: Dénes Pataky, ungarischer Eiskunstläufer († 1987)

### Juli
- 01. Juli: Thomas Hamilton-Brown, südafrikanischer Boxer († 1981)
- 01. Juli: Orhan Suda, türkischer Radrennfahrer († 1978)
- 02. Juli: Reino Kangasmäki, finnischer Ringer († 2010)
- 02. Juli: Manuel Ortiz, US-amerikanischer Boxer († 1970)
- 03. Juli: John Kundla, US-amerikanischer Basketballtrainer († 2017)
- 06. Juli: Joe Kaylor, US-amerikanischer Boxer und Handballspieler († 1999)
- 11. Juli: Hans Maier, niederländischer Wasserballspieler († 2018)
- 19. Juli: Alice Bridges, US-amerikanische Schwimmerin († 2011)
- 20. Juli: Hans von Blixen-Finecke junior, schwedischer Vielseitigkeitsreiter († 2005)
- 21. Juli: Henry Larsen, dänischer Ruderer († 2002)
- 22. Juli: Gino Bianco, italienischer Automobilrennfahrer († 1984)
- 22. Juli: Marcel Cerdan, französischer Mittelgewichtsboxer († 1949)
- 23. Juli: Pierre Pibarot, französischer Fußballspieler und -trainer († 1981)
- 28. Juli: Albert Vande Weghe, US-amerikanischer Schwimmer († 2002)
- 29. Juli: Arvīds Lejnieks, lettischer Eisschnellläufer und Bahnradsportler († unbekannt)

### August
- 01. August: Edna Hughes, britische Schwimmerin († 1990)
- 01. August: George Hunt, US-amerikanischer Ruderer († 1999)
- 02. August: Edgar Buchwalder, Schweizer Radrennfahrer († 2009)
- 04. August: Franz Mandl, österreichischer Fußballspieler († 1988)
- 08. August: Arai Shigeo, japanischer Schwimmer († 1944)
- 08. August: Eugen Büchel, liechtensteinischer Bobfahrer († 1978)
- 08. August: Chester Rutecki, US-amerikanischer Boxer († 1976)
- 09. August: Veikko Nyqvist, finnischer Leichtathlet († 1968)
- 10. August: Lorenzo Delgado, mexikanischer Boxer († unbekannt)
- 11. August: Johnny Claes, belgischer Automobilrennfahrer († 1956)
- 14. August: Wellington Mara, US-amerikanischer American-Football-Spieler und -Funktionär († 2005)
- 16. August: Wim van der Kroft, niederländischer Kanute († 2001)
- 16. August: Pierre Marsan, monegassischer Sportschütze († 2008)
- 18. August: Roger Cuzol, französischer Leichtathlet († 1962)
- 19. August: Dennis Poore, britischer Automobilrennfahrer († 1987)
- 20. August: Paul Felix Schmidt, baltisch-deutscher Schachspieler († 1984)
- 21. August: Poul Larsen, dänischer Kanute († 1990)
- 26. August: Saadat Shazada Malook, afghanischer Hockeyspieler († unbekannt)
- 26. August: August Prosenik, jugoslawischer Radrennfahrer († 1975)
- 27. August: Halet Çambel, türkische Fechterin († 2014)
- 27. August: Nellie Carrington, britische Leichtathletin († 1998)

### September
- 01. September: Dorothy Bundy, US-amerikanische Tennisspielerin († 2014)
- 02. September: Kristján Vattnes Jónsson, isländischer Leichtathlet († 1992)
- 11. September: Josef Gauchel, deutscher Fußballspieler († 1963)
- 12. September: Tony Bettenhausen, US-amerikanischer Automobilrennfahrer († 1961)
- 15. September: Antonio Branca, Schweizer Formel-1-Rennfahrer († 1985)
- 15. September: Ettore Puricelli, uruguayisch-italienischer Fußballspieler und -trainer († 2001)
- 18. September: Thomas Byberg, norwegischer Eisschnellläufer († 1998)
- 18. September: Tin Dekkers, niederländischer Boxer († 2005)
- 22. September: Tassy Johnson, australischer Radrennfahrer († 1981)
- 22. September: Larry O’Connor, kanadischer Leichtathlet († 1995)
- 24. September: Bohumil Modrý, tschechoslowakischer Eishockeytorhüter († 1963)
- 27. September: Ferdinand Cattini, Schweizer Eishockeyspieler († 1969)
- 29. September: Lauri Kalima, finnischer Leichtathlet († 2004)

### Oktober
- 01. Oktober: Charles Morton, US-amerikanischer Radrennfahrer († 1996)
- 12. Oktober: Luigina Giavotti, italienische Turnerin († 1976)
- 15. Oktober: Miyazaki Yasuji, japanischer Schwimmer und Schwimmsportfunktionär († 1989)
- 16. Oktober: Reikichi Nakamura, japanischer Eisschnellläufer († unbekannt)
- 18. Oktober: Rolf Fäs, Schweizer Handballspieler († 1983)
- 24. Oktober: Alfred Gerdes, deutscher Hockeyspieler († 2006)
- 25. Oktober: Helge Larsson, schwedischer Kanute († 1971)
- 27. Oktober: Josef Císař, tschechoslowakischer Skispringer († unbekannt)
- 29. Oktober: Åke Ödmark, schwedischer Leichtathlet († 1994)
- 31. Oktober: Philippe Boyard, französischer Eishockeyspieler († 1969)

### November
- 02. November: Violet Cliff, britische Eiskunstläuferin († 2003)
- 04. November: Bodil Svendsen, dänische Kanutin († unbekannt)
- 07. November: Lauri Silvennoinen, finnischer Skilangläufer, Trainer und Wintersportfunktionär († 2004)
- 09. November: Alfons Bērziņš, lettischer Eisschnellläufer († 1987)
- 10. November: Guy-Pierre Volpert, französischer Eishockeyspieler († 2000)
- 12. November: Paul Emery, britischer Automobilrennfahrer und Konstrukteur († 1993)
- 12. November: Josef Klein, tschechoslowakischer Leichtathlet († 1941)
- 12. November: John Newman, britischer Leichtathlet († 1974)
- 19. November: Yrjö Lehtilä, finnischer Leichtathlet († 2000)
- 21. November: Sid Luckman, US-amerikanischer American-Football-Spieler († 1998)
- 23. November: Ken Kavanaugh, US-amerikanischer American-Football-Spieler und -Trainer († 2007)
- 23. November: Delos Thurber, US-amerikanischer Leichtathlet († 1987)
- 25. November: Maria Anikanowa, russisch-sowjetische Eisschnellläuferin († 2005)
- 27. November: Chick Hearn, US-amerikanischer Sportreporter († 2002)
- 28. November: Guy Lapébie, französischer Radrennfahrer († 2010)
- 28. November: Watanabe Sumiko, japanische Leichtathletin († 2010)
- 30. November: Günter Ortmann, deutscher Handballspieler († 2002)
- 30. November: Armand Putzeys, belgischer Radrennfahrer († 2003)
- 30. November: Heinz Raack, deutscher Tischtennisspieler († 2003)

### Dezember
- 03. Dezember: Roger Le Nizerhy, französischer Radrennfahrer († 1999)
- 04. Dezember: Kunio Nandō, japanischer Eisschnellläufer und Sportfunktionär († 2011)
- 09. Dezember: Ruth Halbsguth, deutsche Schwimmerin († 2003)
- 10. Dezember: Antero Ojala, finnischer Eisschnellläufer und Radrennfahrer († 1982)
- 11. Dezember: Jakob Streitle, deutscher Fußballspieler († 1982)
- 15. Dezember: Kenshiro Abe, japanischer Jūdō-Lehrer († 1985)
- 16. Dezember: Edward Peltz, südafrikanischer Boxer († 1969)
- 16. Dezember: Paul Trautmann, deutscher Eishockeyspieler († unbekannt)
- 20. Dezember: Helge Halkjær, dänischer Ruderer († 1996)
- 23. Dezember: Erich Cuntz, deutscher Hockeyspieler († 1975)
- 24. Dezember: Hans Affentranger, Schweizer Automobilrennfahrer († 2005)
- 25. Dezember: Manuel Bacigalupo, peruanischer Radrennfahrer († 1965)
- 29. Dezember: Tomasz Jasiński, polnischer Eishockeyspieler († 1998)

### Datum unbekannt
- Faruk Barlas, türkischer Fußballspieler, -schiedsrichter und -funktionär († 1994)

## Gestorben

### Januar
- 20. Januar: Hugh Durant, britischer Sportschütze und Pentathlet (* 1877)
- 27. Januar: Geoffrey Coles, britischer Sportschütze (* 1871)

### Februar
- 13. Februar: Fritz Ryser, Schweizer Radrennfahrer (* 1883)
- 14. Februar: Fred Hendschel, US-amerikanischer Schwimmer (* 1879)
- 17. Februar: Maurice Vignaux, französischer Billardweltmeister und Fachbuchautor (* 1846)
- 24. Februar: Charles Ericksen, norwegisch-US-amerikanischer Ringer (* 1875)
- 000Februar: Ernst Mohr, deutscher Kunstturner (* 1877)

### März
- 28. März: Emily Woodruff, US-amerikanische Bogenschützin (* 1846)

### April
- 08. April: Bob Burman, US-amerikanischer Automobilrennfahrer (* 1884)
- 19. April: Karl Braunsteiner, österreichischer Fußballspieler (* 1891)

### Juni
- 17. Juni: Samu Fóti, ungarischer Turner und Diskuswerfer (* 1890)
- 18. Juni: Guido Romano, italienischer Turner (* 1887)
- 19. Juni: Gastone Calabresi, italienischer Turner (* 1886)

### Juli
- 01. Juli: John Somers-Smith, britischer Ruderer (* 1887)
- 02. Juli: Lewis Maxson, US-amerikanischer Bogenschütze (* 1855)
- 06. Juli: Béla Békessy, ungarischer Fechter (* 1875)
- 10. Juli: Donald Simpson Bell, englischer Fußballspieler (* 1890)
- 13. Juli: Josef Rieder, deutscher Radrennfahrer (* 1893)
- 16. Juli: Luigi Forlano, italienischer Fußballspieler (* 1884)

### August
- 24. August: Émile Steffe, französischer Turner (* 1889)

### September
- 10. September: Lucy Walker, britische Alpinistin (* 1836)
- 14. September: Jacques Léauté, französischer Schwimmer (* 1883)
- 23. September: Oliver Godfrey, britischer Motorradrennfahrer und Flieger im Ersten Weltkrieg (* 1887)

### Oktober
- 19. Oktober: Ioannis Frangoudis, griechischer Sportschütze (* 1863)
- 22. Oktober: Herbert Kilpin, englischer Fußballspieler und -trainer (* 1870)

### November
- 06. November: Émile Friol, französischer Radrennfahrer (* 1881)
- 06. November: Ernst Möller, deutscher Fußballnationalspieler (* 1891)
- 13. November: Frederick Septimus Kelly, britischer Ruderer (* 1881)
- 15. November: Hermann Bosch, deutscher Fußballspieler (* 1891)

### Dezember
- 21. Dezember: Raymond Lis, französischer Turner (* 1888)
- 25. Dezember: Solko van den Bergh, niederländischer Sportschütze (* 1854)

### Genaues Datum unbekannt
- Hermann Martens, deutscher Radrennfahrer (* 1877)